# أبلة منيرة (مسلسل)
أبلة منيرة مسلسل تلفزيوني تراجيدي إجتماعي كويتي، بمشاركة ممثلين من مصر و العراق، إنتاج 1982.

## أحداث المسلسل
تتمحور أحداث المسلسل حول عائلة كويتية تبحث عن مربية للأطفال، فتلاحظ فتاة مصرية الإعلان وترغب بالتقدم للعمل، لكن من شروط القبول أن تكون المتقدمة امرأة كبير في السن. لذا تضطر هذه الفتاة إلى التنكر بهيئة امرأة عجوز، وفعلاً يتم قبولها للوظيفة.

## طاقم العمل

### ممثلون
- منى جبر.[3]
- خالد النفيسي.
- هناء محمد.
- هدى حسين.
- عبد الرحمن العقل.
- داود حسين.
- سحر حسين.
- هدى عيسى.
- سكينة حسين.
- سعد أردش.
- محمد المنيع.
- صالح حمد.
- كمال السيد.
- اسد محمود.
- كمال عبدالرحيم.
- جمال المعتوق.
- محمد السريع.
- جاسم الصالح.
- رأفت جادو.
- محمد الفهد.
- مها حلاق.
- أماني فؤاد.
- سارة المعتوق.
- أجيال السريع.
- عبدالعزيز فياض.
- محمد حلاق.

### تصوير
- أحمد الحجي.[3]
- بدر العلاج.
- عبدالله القناعي.
- فهد الهزاع.
- سليمان سعد.

### مونتاج
- عبدالمجيد القطان.[3]
- سليمان بورسلي.
- سليمان حيدر.
- حسين المهنا.
- سليمان العازمي.
- جمال عبدالهادي.

### تأليف
- شاكر المعتوق.[3]
- وحيد حامد.

### إخراج
- حمدي فريد*

### موسيقى تصويرية
- مرزوق المرزوق.[3]

### صوت
- سيد عبدالرحمن.[3]
- سالم البدر.
- هاني النقي.

### إضاءة
- قاسم حيدر.[3]
- ماجد حميد.
- محمود العريان.